# Герасим Кефалонијски
Герасим Кефалонијски (грч. Γερασιμος της Κεφαλονιας) је грчки православни светитељ из 16. века, заштитник Кефалоније.

## Биографија
Рођен је 1506. године у Трикала Коринт. Потиче из аристократске византијске породице, деда му је био Лука Нотарас. Замонашио са на Светој гори. Рукоположен је за свештеника у Јерусалиму, где је служио 12 година у цркви Васкрсења Христовог. Као ходочасник посећивао је Египат и Сирију.
Повукао из Јерусалима и водио живот пустињака на Криту и Закинтос. 1555. године је дошао на Кефалонију, где је најпре живео у пећини, а затим се преселио у планински регион Валсамати, где је 1559. године основао манастир. 
Свети Герасим је дубоко поштован од стране становника Кефалоније. Највећи манастир на острву је посвећен управо њему. 
Умро је 1579. године.
Православна црква прославља св. Герасима 20. октобра по јулијанском календару.
Овај велики подвижник и чудотворац, који достиже духовни узраст и савршенство древних отаца Божјих угодника, доказ је светао као сунце да је свако време погодно за вршење заповести и задобијање савршенства у Богу.
Сјајна ова звезда на небу Цркве Свете, би призвана у живот рођењем од побожних православних родитеља Димитрија и Кале, који живљаху на Пелопонезу, у месту званом Трикала. Породица Нотарас којој припадаше била је у сродству са последњим византијским царем Константином Палеологом. После пада Цариграда (1453. г.), она се досели у Трикала, да би ту у њој изникао овај дивни изданак, лета Господњег 1507. Родитељи његови беху веома имућни, али највеће богатство које предадоше чеду своме, и које оно заволе, беше побожност њихова и страх Господњи. Чим дете мало поодрасте, родитељи га предадоше учењу свештеног наука. Будући да дете беше по природи обдарено, брзо схвати и научи све оно што је довољно да би схватио пролазност овога света, и да задобије слободу од материјалног богатства својих родитеља. Иако имађаше све услове да постане угледан и славан човек свога краја, он, другу славу иштући, остави отачаство своје и отпутова на острво звано Закинтос, ради даљег учења и духовног усавршавања. После извесног времена крену се на даљи пут, пропутова сву Јеладу, стиже у Тесалију, Тракију, па одатле у Понт и Цариград, свуда тражећи душекорисне ствари. Из Цариграда отпутова до Халкидона н посети друга околна места, освећена сузама и молитвама многих подвижника. Но младићка жеђ његова не би тиме засићена. Из Цариграда се поврати натраг, према светоименој Гори Атонској, чије су зоре привлачиле и пре и после њега многе душе рањене милим стрелама божанске љубави и светлости. Ту на том чудном огњишту врлина грејао се и учио науци монашког живљења.
Колико је и где боравио свети Герасим у Светој Гори, није са сигурношћу познато. По некима, највише је боравио у манастиру Ивирону, где је и примио монашки чин анђелског образа, подвизавајући се у месту званом Капсала, по коме су га и демо ни касније распознавали.
Из Свете Горе отпутова преподобни да се поклони светим местима у којима поживе Господ и Спас наш. Посетивши тако свети град Јерусалим и све крајеве освећене ногама Господњим, изађе потом и на свештену Гору Оинајску, посети Александрију, Антиохију, Дамаск, цео Егапат и Либију, једном речју скоро цео Исток. Отуда се поново врати у Јерусалим, где годину дана вршаше дужност кандиловжигатеља-црквењака на Гробу Господњем. Видећи његов побожни и свети живот, тадашњи блажени патријарх Јерусалимски Герман, заволе преподобнога, и положивши руке на главу његову, рукоположи га за ипођакона, па онда ђакона и на крају за презвитера. Примивши благодат свештенства преподобни остаде на Гробу Господњем, служећи Господу своме и помажући блаженом патријарху Герману (који беше родом из Арахове, вероватно и сам пореклом Нотарас), пуних дванаест година. Док је тако боравио у Јерусалиму, једном се повуче преподобни на реку Јордан, и одржа четрдесетодневни пост, ништа не једући, на месту где се постио и Господ његов, па се онда поново врати у Јерусалим. Победивши тако Сатану и све замке његове, доби силу против демона као и пре њега преподобни Герасим Јордански, чије је име носио.
После дванаестогодишњег боравка на Гробу Господњем преподобни затражи благослов од Патријарха да иде куд га Бог научи, у потражњи за странствовањем и молитвеним тиховањем. Добивши благослов, отпутова на острво Крит, а одатле поново на Закинт (око 1550. г.), где проведе пет година у посту и молитви. Његова посета Криту није остала непримећена од побожног народа. Тамо и данас постоје, у крају званом Хања, неколико пећина у којима се по предању подвизавао преподобни Герасим. Две од њих су данас и у храм претворене а трећа, у селу Хањски Вртови, служила му је за боравак и за место где се скупљао народ да чује његове поуке. И на Закинту је живео у једној светој пећини, потпуно усамљен, проводећи своје дане као анђео у телу, божанском силом окрепљаван. У току тих пет година, пола недеља је провео хранећи се несланим тиквама a другу половину сочивом, и то без хлеба, расквашеним. На Закинту и данас показују посетиоцу два света места где је боравио преподобни: мала пећиница у Светом Николи Геракарију, коју народ зове „Кура св. Герасима“ и „Пећина св. Герасима“ близу манастира Кримии, на месту стрмом и каменитом. Служио је по предању у храму св. Лазара.
Са Закинта пређе преподобни, вођен Духом Светим, на суседно острво Кефалонију и настани се у једној пећини северозападно од Аргостолија наспрам Закинта, где проведе пет година и једанаест месеци. Острво Кефалонија, као и Закинт и сва Јонска острва, беху тада под управом Венеције. To je вешто користила Римска црква, покушавајући да православне ових места потчини папској власти. Често би латински свештеници, особито језуити, упадали у православне храмове, и изгонили свештенике да би они служили; лаковерне су обмањивали обећањима а православну децу слали у своје школе, да би их тиме придобили за своју јерес. Зато је долазак преподобног на Кефалонију био од необичног значаја за учвршћење Православља у раслабљеној народној души и за народно просветљивање неисквареном еванђелском светлошћу.
На крају преподобни напусти и ово место свога подвига, по злоби људској или ради тражења мирнијег места за молитву, пошто се његово име прочу и што је ту многи народ долазио к њему за савет, и пресели се у место звано Омала, на истом острву. Ту, поред села Валсамата налазио се један стари храм посвећен Успењу Богородице. To место које народ називаше „Свети Јерусалим“ и где је вероватно и раније био манастир, беше обновио свештеник Георгије Валсамос уз помоћ благочестивих хришћана. Речени свештеник предаде преподобном Герасиму ово свето место, са свим покретним и непокретним стварима, „да ради са њим што он хоће, ради обнове и славе Божје, да га претвори у мушки или женски манастир, како се њему учини боље, у славу Божју а на похвалу и спомен оних који су га обновили и свих Хришћана“. Преподобни обнови ово место, назвавши га „Нови Јерусалим“ и ту се подвизаваше. Око њега се убрзо окупише побожне хришћанке, изабравши га за свога учитеља и духовног оца, тако да Нови  Јерусалим постаде (1561. г.) и до данас остаде женски општежитељни манастир. Светитељ је желео да до краја живот проводи у молитвеној тишини и усамљености, али би приморан побожним ћеркама истакнутих људи на Кефалонији и њиховим очевима, да се прихвати да их учи духовном животу и равноангелском монашком живљењу.
Окупи се око њега око 25 дјева Христових. А он продужаваше и даље свој строги живот, злопаћење тела и свеноћна бдења. Око тридесет година преподобни Герасим не окуси хлеба. Гамо у манастиру имађаше своју испосницу под земљом, у коју се силази низ степенице (на западном делу данашње цркве Успења Богородице). Очистивши тако себе, и оправши сузама душу своју и срце, он прими од Бога дар чудотворења, поставши обиталиште Духа Светога. Тако, на молитву његову у време суше, паде обилна киша; доби и дар лечења ђавоиманих, тј. душевно оболелих и других болесника.
За оснивање манастира Новог  Јерусалима преподобни затражи прво благослов од епископа Кефалонијског кир Пахомија Макрија; а потом затражи од Патријарха да то буде ставропигијални манастир, тј. да само Патријарх има власт над њим, што и доби. Добивши благослов, он сазида кућице и ћелије за монахиње, али се највише стараше да сазида духовни дом душа њихових и да их припреми за горњи Јерусалим. Даноноћно их учаше, али највише својим примером и равноанђелским живљењем. Поставивши здраве духовне темеље манастиру, преподобни учини да он, благословом Божјим и његовим сузама, постане неисцрпни извор са кога утољују своју духовну жеђ хиљаде душа до дана данашњега.
Преподобни не само што беше учитељ дјева Христових око њега окупљених у духовном и равноангелском живљењу, него и свих поклоника и свих оних који живљаху у том месту. Зато и доби назив „учитељ“ од многих, који су се хвалили да су били ученици тако дивнога учитеља.
Када преподобни осети да се ближи крај његовог земаљског живота, он сазва сестре монахиње, поучи их последњи пут, затражи опроштај од свих, па, благословивши их и давши овима хришћанима опроштај, помоли се и предаде дух свој Богу (1579. г.). To ce догоди 15. августа, на дан Успења Пресвете Богородице, после божанске Литургије. Последње речи преподобнога су биле: „Господе Исусе Христе, Сине и Слове Божји, помилуј ме и прими дух мој!“. Поживе свети у Новом Јерусалиму деветнаест година, а жеља му беше да се упокоји управо на тај дан. Његово свето тело би погребено са јужне стране храма, уз учешће епископа кир Филотеја Ловердоса и свештенства и уз плач његове духовне деце.
Но Господ, који је награда праведницима (Прем. Солом. 5, 16), прослави сасуд Свој Герасима и откри целоме свету велике плодове врлина његових, после разлучења душе његове од тела. Његово благодатно присуство на месту подвига његових, где почиваху мошти његове, биваше из дана у дан све очигледније. Мноштво хришћана долажаху на гроб његов, тражећи утехе и заступништва пред Богом. Оно што особито задиви све, беше случај једне ђавоимане жене, која беше дошла у манастир ради молитава у пратњи сродника. Та жена искочи ноћу из своје собе и гоњена демоном, скочи у манастирски бунар. Истог момента игуманија Лаврентија и друге монахиње чују глас преподобнога, њима добро познати, који им говораше да потрче да спасу болесницу јер јој је живот у опасности. Потражише је у соби, али узалуд, па вођене Духом Светим, одоше на бунар, где је угледаше како се држи изнад воде. Бацивши коноп, извуку је напоље и то, на дивљење свих, потпуно здраву. Она им исприча, како је демон гурнуо у бунар и како ce y том моменту појавио преподобни Герасим, који је држао над водом и ослободио од демона.
Ово дивно чудо и многа друга, уверише монахиње и духовника кир Јоаникија, који беше у манастиру још за живота светог као његов ученик, да треба отворити гроб преподобнога и извршити пренос светих моштију. Уз благослов патријарховог егзарха митрополита Филаделфијског Гаврила и при његовом присуству, отворише гроб 20. октобра 1581. године, и нађе се тело преподобнога цело, нетрулежно и пуно миомира. Сви се овоме веома обрадоваше. О овом чудном знамењу прочу се по целом острву и многи долажаху да се поклоне његовим светим моштима. To се, међутим, не допаде латинима, који владаху острвом, и који протураху вест да православни хришћани не могу имати светих, тобож због тога што не признају папску гордост. Зато разни мисионари Римске цркве клеветаху православне да су отворили гроб пре него што су се напуниле три године од сахране јеромонаха Герасима, и тражаху од политичке власти да нареди да му тело буде поново закопано да би могло сатрунути. To изазва велики немир на острву. Егзарх патријархов мира ради и у споразуму са световном влашћу, одлучи да мошти светог буду поново сахрањене, да би се навршиле три године његовог боравка у земљи. Требало је чекати само неколико месеци, да би сјај светости преподобнога био још дивнији и очевиднији. И заиста, када се наврши одређено време и гроб би поново отворен, свете мошти се нађоше у истом стању, извор дивног миомира и чудеса, на радост православних и посрамљење злоумних. To беше боља од свих проповеди проповед о истинитости Православља, која учини постепено да се оно потпуно учврсти на острву а латинство да изчезне скоро без остатака. Тиме се још једном показа да је сила и снага Православља у сили Божјој, а не у пролазној сили овога света. Отуда с правом песник пева о преподобном и назива га „челником Православља“ и „заштитником Православних“. Пренос његових моштију би извршен 20. октобра, отуда тај дан би одређен као главни дан његовог празновања. Верни га славе и 16. августа, други дан по упокојењу. До тог преношења је дошло због празника Успенија Мајке Божје, да би и његов дан могао бити свечаније и са литијама прослављен.

.Како је време пролазило, глас о преподобноме и његовим чудима се ове више ширио и све више поклоника је долазило из разних крајева на његов гроб, да целива његове свете мошти исцељујући се од различитих недуга. Будући очевидац свега тога, епископ Јеремија, који је био и духовник у манастиру после кир Јоаникија, заједно са епископом Кефалонијским Пахомијем и другим народним представницима, затражише од патријарха да преподобнога приброји и званично к лику светих, пошто он то већ јесте дејством силе Божје, његовим врлинским живљењем и народним поштовањем. Тадашњи патријарх цариградски Кирило, са сабором архијереја око себе, то и учини, издавши поводом тога и Патријарашки том јула месеца 1622. године, образложујући то тиме што је Бог благоизволео да учини од божанственог Герасима „образац Христовог живљења и оличење божанске врлине“, прославивши га чудесима. Тада би написана и прва његова Служба.
А беше преподобни, сагласно његовом првом животописцу Митрофану, сличан по телесном изгледу преподобном Теодосију Киновиарху, изузев жућкасте браде, по којој се одликоваше. Његове свете мошти се и данас чувају у посребреном дрвеном ћивоту, који се налази у једном већем, сребром окованом и украшеном иконом његовог уснућа. Овај мали ћивот се за време празника усправља заједно са моштима преподобног и тако у усправном стању бива обношен у литанији око храма. Уочи 16. августа и 20. октобра, као и на Велику Суботу, мошти бивају постављене у усправном ставу поред јужних олтарских двери, ради целивања, и тако остају до оданија празника, односно до Томине недеље. Диван је то призор који се понавља сваке године, на радост безбројних поклоника: мртве мошти као живе благосиљају народ, који хита са свих страна Јеладе и ван ње, из дана у дан већ четири стотине година, да целива свету руку овог чудног угодника Божјег, тражећи више од њега помоћи, него од свих живих на острву присутних! Заиста је диван Бог у светима Својим!
Чудеса преподобног су безбројна, како она видљива, пројављена преко исцељења неке болести, душевне или телесне, тако и још више она невидљива, која се вековима одигравају кроз преображај небројених душа, њиховим угледањем на врлинско живљење преподобнога, и његовим и његових моштију благодатним посмртним дејством на њих. Поред чуда учвршћења Православља његовим молитвама и присуством на острву, да наведемо још нека чудна дела, која учини Бог да прослави онога који Њега прослави живећи у телу. Када су 1570. године Агарјани вршили страшне нападе на острво Кефалонију да га заузму, сви су били чврсто уверени, да су молитве преподобног спасле острво од сигурног ропства. Али да оставимо стара времена, и чудна дела Божја преко светих Његових остварена у њима, и да се обратимо нашем маловерном веку, кога ипак не заборавља доброта Божја, него се и даље пројављује кроз пријатеље своје и угоднике, ради учвршћења вере и очувања разумне наде у људским срцима.
Године 1918. дођоше у манастир св. Герасима три посетиоца, који се преставише да су лордови. Уђоше у храм да се поклоне преподобном. Међутим, то не беху ни лордови ни поклоници већ лопови, који су хтели да покраду светитељев ћивот. Преноћивши у манастиру, идућег дана, кад не беше никога у цркви, један од њих оде да разбије св. ћивот а друга два чуваху стражу. Но пошто се овај дуго не враћаше, оде један са страже да види шта је са њим и да му помогне. Али на његово запрепашћење нађе дотичног како лежи поред ћивота као мртав! На његову вику и тражење помоћи, дотрча игуманија и нађе лопова са уздигнутом руком и песницом стегнутом. Он беше разбио стакло песницом на ћивоту, али у том моменту, како сам исповеди дошавши уз њихову помоћ себи, ухвати га рука светитеља и са силином баци на земљу, где се он од великог страха онесвести. Сва тројица затражише опроштај, и напустише манастир посрамљени и поучени.
Године 1923. дође у Кефалонију група полицајаца ради гоњења одметнутих лопова. Сви они приступише светитељу и поклонише се његовим моштима, само десетар Никола Бехати не хтеде, ругајући се и не желећи да прими од игуманије благослов са моштију. Он је подругљиво говорио: „Да видимо ко ће да настрада, ја или ви што узимате те крпе. Узео сам учешћа у толиким биткама и ништа ми се није десило“. Нису га могли уразумити ни савети официра. Напустивши манастир, зауставише се после извесног времена да се одморе у маслињаку на Кранејском пољу. Док су ту чистили оружје по наредби претпостављеног, наједном се чу пуцањ. Шта се догодило? Док је десетар Никола чистио пушку, она опали и пробије му лево раме, али метак на место да продужи нормални пут и да рани друге, који су седели близу њега, поврати се и удари у оближњу маслину. Рањеног десетара преиесе Космет Валсамаки хитно у болницу, али и поред труда лекара он убрзо умре од задобијене ране. Његов трагични случај би опомена свима онима који се изругују светињи Божјој.
Године 1924. разболе се душевно младић Г. М. из Ликсурија на Кефалонији. Рођаци га одмах доведу у манастир св. Герасима, везаног у окове, јер беше постао страх и трепет за људе и налазио се у ужасном стању. Остадоше прилично у манастиру, молећи се за његово оздрављење. Младић је стално претио да ће извршити самоубиство. Једног дана им се искраде, попе ce на високу звонару и гоњен демоном, скочи одатле да се убије. Сви ужаснути притрчаше, сматрајући да му је смрт неминовна, али на њихово дивљење, не само што се не беше повредио, него га нађоше потпуно здравог од поседнутости демоном. Благодарећи Бога и његовог угодника Герасима они одоше дому своме са оздравелим младићем.
Исто тако и Екатерину Г, из села В. поче љуто да мучи демон године 1932. Њен муж сав утучен одмах је поведе у манастир код свеца и ту остаде заједно са њом прилично времена, са молитвом и великим стрпљењем. Болесница је викала, ударала, мењао јој се лик, постала је право страшило, тако да је нико не могаше познати. Псовала је светитеља, јела сваку нечистоћу, шкргутала зубима и претила свецу да ће га уништити. После дугог поста и молитве њених рођака и дугог боравка у манастиру, свети учини своје чудо силом Божјом: болесница потпуно оздрави и сви се вратише дома, славећи и хвалећи Бога.
Из места Етолика Акарнанијског доведоше 1930. године родитељи и рођаци у манастир Марију Зервуљи, која беше поседнута љутим демоном. Постили су и молили се светитељу да се смилује на несрећницу. Она је викала, псовала најпогрднијим речима и бестидношћу пред самим моштима. „Капсали Герасиме, викала је, гориш ме, побећи ћу, гориш ме као огањ, доста ми је зрака који извиру из тебе!“ На крају болесница заиста оздрави и сви се вратише радосни дома, свима приповедајући шта им учини Бог преко угодника свог.
Године 1931, донесоше из Тројаната у манастир ђавоиману Е. П. Она је просто урлала и откривала скривене ствари разним лицима. Људи су се бојали ње, због њене вике и због тога што многима откриваше тајне неисповеђене грехе. Светитеља је псовала најпогрднијим речима и викала: „Капсали (= „Спалиоче“, или по Капсали у Св. Гори где се преподобни у младости подвизавао) нећу одавде побећи, ма колико ти Бога твога молио. Овде ћу остати. He напуштам, никад се нећу вратити где сам раније био. Остајем овде да ти се осветим, за сву твоју борбу против мене док си био жив. Ни за моменат не успех да те победим. Био си као стуб огњеии. Борићу се против твога манастира, уништићу те зато што скупљаш толико народа чудима својим, што нас бијеш и спаљујеш! Видите ли га? Долази са својим штапом да ме удари. Где да се сакријем! Тешко мени. Бежи, Капсали Герасиме! Бежи из моје близине, све силе си уперио против нас демона да би нас протерао, толико си се уморио у твом животу. Тешко нама, нећу моћи остати, али ако побегнем, разбићу ти средње кандило. Учинићу знак и онда тек побећи. Нећу га разбити? Разбићу га. He бежим без знака“. Па наједном повика: „Наређујеш ми да идем? Да. Одлазим! Бежим!“ И кад рече: „бежим“, кандило поскочи високо са великим фијуком, а Јелена остаде да лежи као мртва. Када пак дође себи, као од тешког сна, сви прославише Бога и преподобнога, због чудесног дара исцељења.
Године 1936. доведоше у манастир из Патраса родитељи своју ћерку Зои која љуто страдаше од злог демона. Она се дуго превијаше и викаше: „Побећи ћу, изаћи ћу Капсали, али ћу ти сломити платан (дрво које посади сам преподобни поред храма и које и данас постоји), када литанија буде на бунару!“. Тако је викала цео месец дана, док дође празник преподобнога. На дан самог празника, када је литанија стигла на бунар, болесница поче да виче: „Побећи ћу! Побећи ћу!“ У том моменту, док сакупљени народ беше испунио сав простор око платана, један велики телеграфски стуб паде на платан и на народ, али тако да нико не претрпе никакву повреду. Жена постаде потпуно здрава, а народ са сузама радосницама благодараше Бога, дивнога у светим Својим.
Исте те године донеше родитељи болесну ћерку Василику из места Етолика у манастир. Она беше парализована, ношаху је увијену у ћебе и унакажену дејством демонске силе. Родитељи очајни говораху монахињама: Да ли је могуће да од овог унакаженог створења икад постане човек?! Њихова кћер је викала, вречала као коза, косе своје на дивљачки начин чупала, плазила језик као безумна, страшно је било погледати. Беху јој везали ланцима и ноге и руке. Викала је: „Капсали, тражила сам згодну прилику да те раскинем. Но нисам у стању да то урадим, јер нас гориш кад нас донесеш овде. Али ако успем уништићу те, да те немају више ове у црно обучене које скупљаш овде. Но немоћан сам. Наређује ми се да одлазим. Сав си се претворио у огањ постом и молитвом, страх ме је да те гледам“. Тако ова сирота оста да још неко време, тешко се патећи. На крају јој се смилова Бог и дарива јој оздрављење, тако да је отишла дома са родитељима, потпуно други човек, ни налик на ону унакажену несрећницу.
Спиридон Расјас, једанаестогодишњи дечак, разболе се душевно. Његови побожни родитељи га доведу код светитеља ради исцељења. Дете је говорило стране језике, иако их никад није учило, псовало свеца речима њему као малом потпуио непознатим. Пљувало је на њега, и друге ствари радило да их је тешко испричати. Једног дана октобра месеца за време Молебна светитељу, мали устаде, стаде пред светитеља и стајаше пажљиво све до краја Молебна. На крају Молебна рече: „Одлазим, Капсали!“ и паде на земљу онесвешћено. Родитељи га пренесоше у манастирску зграду за госте. Дете остаде у таквом стању пуних тридесет и шест сати. Кад дође себи, рече: „Где се то налазим?“ Беше оздравило. Спиридон је и данас жив, налази се у Америци.
Две сестре, Тета и Панајота, доведоше 1946. године брата Панајота у манастир. Брат им је патио од великог узнемирења и болова. За време напада није знао шта ради? ударао је око себе, раскидао ланце којима је био свезан, покушавао да сруши зид собе у којој су га држали. Сестре су дан и ноћ молиле светитеља и постиле се тражећи од Бога лека за свога брата. Једне ноћи једна од сестара виде у сну преподобнога који јој рече: „Узми брата свога, води га на клинику у Атину, да му изврше операцију на глави. Он нема нечистог духа. Има тумор на мозгу и кад му га изваде оздравиће“. Она му рече: „Калуђеру, да га водимо у Атину? Али ми немамо новца“. Одговори јој: „Иди, твој брат ће бити излечен од болести, a ja ћу се за све побринути“. Она га опет упита: „Ко си ти калуђеру, не познајем те?“ – „Ја сам Герасим, боравиш у мојој кући и видиш ме сваки дан. Како ме не познајеш?“. Уплашена, девојка се пробуди и исприча шта је видела. И заиста, новац се одмах нађе за путовање у Атину, операција би извршена без наплате, лекар извади тумор и болесник оздрави. Брат се врати здрав у манастир са сестрама да заблагодари светитељу.
Када је избио рат између Италијана и Немаца 1943. године, дојучерашњих савезника, немачки авиони надлетаху острво Кефалонију ради бомбардовања италијанских утврђења. Близу манастира Св. Герасима Италијани су имали магацине са оружјем и храном и авиони надлетаху изнад манастира у намери да их униште, наравно заједно са самим манастиром. Монахиње и поклоници који беху у манастиру, клечаху у страху пред моштима светитеља, молећи се за своје спасење. Из часа у час су очекивали сигурну смрт. Међутим, иако су авиони дуго времена надлетали манастир, до бомбардовања не дође, него се авиони на крају повукоше. После неколико дана, када Немци уђоше у Кефалонију као победници, дође у манастир један немачки официр авиатичар и разматраше манастир са особитом радозналошћу. После исприча настојатељици преко тумача са дивљењем, следеће: „Имао сам наредбу, да бомбардујем италијанске магазине, заједно са манастиром, у коме смо рачунали да има Италијана. Међутим, када сам стигао изнад манастира, нисам успевао да утврдим циљ, јер је један црни облак покривао цео крај и један калуђер из њега одгонио нас. To ce поновило неколико пута, и пошто не могосмо ништа да урадимо вратили смо ce y нашу базу, без остварења задатка“. После тога официр уђе у храм, и кад му отворише свете мошти, он препознаде калућера кога је видео у облаку. И док је год боравио у Кефалонији, долазио је са дубоким поштовањем у манастир и ту се молио.
Марта месеца 1973. године Управа манастира прими једно писмо из Уганде из Африке. Писмо није долазило од неког кефалоњанина, него од једне уганђанке која беше заједно са мужем и седморо деце примила Православље. О светом Герасиму беху сазнали из једног енглеског часописа и задивљени нетрулежношћу његовог тела, узели су га за заштитника њиховог дома. У писму је писало: „Поштована Игуманијо, молим вас са уважењем, да примите ове речи које вам пишем из далеке моје домовине Уганде. Ја сам једна жена, која много воли нашу православну веру. Живот светог Герасима, оснивача Вашег манасти, брижљиво сам проучила, и он је на мене оставио неизбрисиви утисак. Толико само заволела светог Герасима, да сам једном свом детету дала име Герасим и изабрали смо светитеља за заштитника нашега дома … Жеља ми је да посетим ваш манастир и да видим мошти светог Герасима…“ Бог је удостоји да дође у манастир 1974. године и да се поклони Светитељу. Сви присутни у манастиру били су дубоко дирнути побожношћу ове уганђанке и поучени њеном вером. Један од њених синова који сада студира медицину у Солуну, написа недавно писмо – захвалну молитву светитељу. „Веома сам радостан“, пише он самом светитељу, „што ти пишем ово писмо. Захваљујем ти на твојим молитвама за Народ мој, преко којих нам помажеш, јер нам је неопходиа вера у Свемогућег Бога. Цео свет, особито далеке земље, као што је напр. Африка, Латинска Америка, Аустралија, Русија, имају потребу да се благодатно утврде у Господу, па им је нужна особита помоћ и благослов …“ Тако, ето, благодатног дејства светог усамљеника кефалонијског, који је хтео да се сакрије од људи, а Бог га поставио на високу гору да светли, стиже и до далеке Уганде, чудотворећи у људским душама и преображавајући их вером у Бога и Спаса нашега Исуса Христа и љубављу према Њему
Наведосмо само нека од свакодневних чудеса која се дешавају на моштима преподобног Герасима, да обрадујемо верне душе, утврђења њиховог ради у сазнању, да је Бог наш вечно жив у светима Својима. Оно што је свети Василије Острошки чудотворац за наше крајеве, то. је преподобни Герасим за острво Кефалонију и целу Грчку. Колико га воле на Кефалонији види се из тога што се сваки трећи кефалоњанин зове Герасим, а многи од њих, као познати морепловци, дају имена својим бродовима и чамцима по светом Герасиму. Нека би дао Христос Спас, да угодник Његов кефалонијски Чудотворац, чудотвори и у душама свих православних Срба, који буду читали овај његов животопис. A то je и молитвена жеља садашњег веома благочестивог кефалонијског митрополита кир Прокопија: да манастир Нови  Јерусалим постане место где ће се молитвено сабирати православни свих племена и раса, око моштију овог уистини васељенског светитеља и просветитеља. Зато му епископ на овом трећем великом острву у Јонском мору (после Крфа и Закинта), подиже велелепни храм, поред оног храма Пресвете Богородице у коме се данас чувају његове мошти, да би велико мноштво народа, које из дана у дан све више пристиже у манастир, имало где да се смести.
Молитвама преподобног оца нашег Герасима, Господе Исусе Христе, помилуј и просвети нас, амин.
(Архимандрит Др Јустин Поповић, Житија Светих за октобар)